# Pécsely

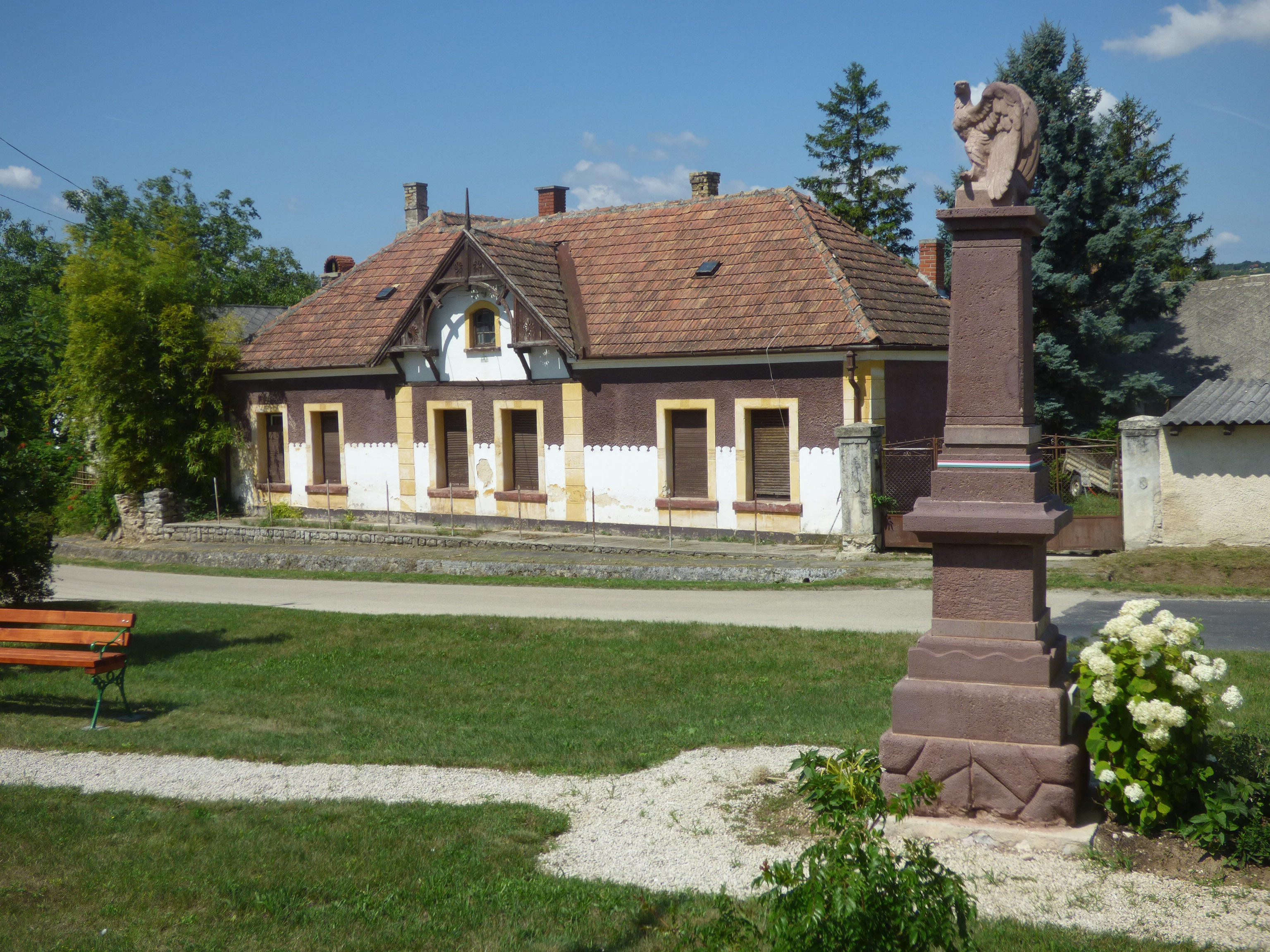
Hjältemonumentet i centrum.

Pécsely är ett samhälle i provinsen Veszprém i Ungern. Pécsely ligger i distriktet Balatonfüred och har en area på 20,01 km². År 2020 hade Pécsely totalt 535 invånare.